# 望月栄希
望月 栄希（もちづき はるき、1966年1月14日 - ）は、日本の俳優。東京都出身。演劇集団 円所属。

## 出演

### テレビドラマ
- 居酒屋兆次
- お茶の間
- 温泉若おかみの殺人推理10
- 隠密奉行朝比奈 - 音吉
- 快刀!夢一座七変化
- カミさんの悪口
- 京都祇園入り婿刑事事件簿
- 九門法律相談所
- 検事霧島三郎
- 指紋捜査官・塚原宇平の神業2（2006年） ‐ 神崎武夫
- 次郎長背負い富士
- 新・御宿かわせみ
- ストーカー 逃げきれぬ愛
- 大地の産声が聞こえる
- はぐれ刑事純情派
- 復讐相続の女
- ベビーシッターの危険な好奇心
- BLACK OUT
- 松本清張没後10年記念企画・黒の奔流 - ホストクラブ従業員
- 無医村の神
- 無実の母はなぜ自白したか
- 世にも奇妙な物語
- わが町

### 吹き替え
- 犯罪捜査官ネイビーファイル
- WITHOUT A TRACE/FBI 失踪者を追え!

### 舞台
- 不思議な愛の物語
- モービィ・ディック
- 輸血
- 花の茶碗　利休とその妻
- 県人会寮榎荘物語
- オセロー（日生劇場）
- 森から来たカーニバル
- 三文オペラ
- シラノ・ド・ベルジュラック(世田谷パブリックシアター)
- まちがいつづき
- ライチ☆光クラブ 2025[2]